# 크레들베이
《크레들베이》(영어: Disturbing Behavior)는 미국에서 제작된 데이비드 너터 감독의 1998년 10대 SF 심리 공포 영화이다. 제임스 마즈든, 케이티 홈스 등이 출연하였고, 아미언 번스틴 등이 제작에 참여하였다.

## 줄거리
형 앨런이 자살하고 일 년 후 고등학교 졸업반 스티브는 시카고에서 워싱턴주 퓨젓사운드만의 섬마을 크레이들베이로 이사해 학교에서 겉도는 개빈, U.V., 레이철을 알게 된다. 개빈은 학교 심리학자 콜디컷이 이끄는 우등생 프로그램 "블루 리본스" 참가자들이 뇌엽 절제술과 세뇌를 당하고 있다고 주장한다. 스티브는 이 말을 믿지 않지만 블루 리본스가 관심을 보이자 거리를 둔다.
개빈은 스티브와 함께 학부모 회의를 엿듣다가 부모님이 자신을 블루 리본스에 입회시킨 것을 알게 된다. 개빈은 예상되는 납치에 대항하기 위해 총을 챙기지만 여전히 개빈을 편집증으로 여기는 스티브는 개빈을 쓰러뜨리고 총을 뺏는다. 다음 날 개빈은 머리를 깎고 블루 리본스식 인간으로 개조되어 나타난다. 스티브가 개빈과 대화를 시도하려고 하자 블루 리본스는 일사분란하게 학생 식당 문을 닫고 단체로 스티브를 구타한다.
집에서 스티브는 여동생 린지를 과외해준 블루 리본스 로나와 마주친다. 로나는 스티브에게 억지로 키스하려고 하다가 흥분한 순간 거울에 머리를 찧더니 깨진 거울 조각으로 스티브를 찌르려고 하다가 갑자기 제정신이 돌아와 나가 버린다.
스티브와 레이철은 답을 구하기 위해 인근 정신 병원을 찾고 개빈의 음모론이 사실이었음을 확인한다. 블루 리본스의 흰자위에는 붉은 반점들이 나타나는데 이는 송과선 자극이 심해서 도파민이 요동친 증거이며, 대뇌 피질에 심는 칩은 제멋대로인 10대의 정신을 지배하고 모범생으로 살게 하지만 일시적 재발과 호르몬의 생성을 막을 수 없어 성적 흥분을 할 때마다 폭력적으로 변화하는 결함이 나타나는 것. 게다가 크레이들베이 지역 사회 부모 전체가 자식들을 재탄생시키기 위해 이 음모에 동참한 상태이다.
스티브의 부모님은 애초에 이 프로그램에 스티브를 넣으려고 이사한 거라고 실토한다. 센터로 끌려간 스티브는 메스로 의료 기사를 찌르고 레이철과 도망한다. 블루 리본스 처그가 나타나 스티브를 공격하지만 레이철이 때려 죽인다. 이들은 린지, U.V.가 탄 트럭을 마주치고 함께 연락선을 타려고 이동하지만 도중 블루 리본스와 콜디컷이 도로를 막아선다. 이때 학교 관리인 도리언이 나타나 고주파를 방출하는 쥐 잡는 기계를 여러 대 작동시켜 블루 리본스 세뇌 장치를 교란시킨다. 콜디컷에게 치명적인 총상을 입은 도리언은 블루 리본스 단원들을 차에 매달고 절벽으로 뛰어내린다. 스티브는 콜디컷을 절벽 밑으로 밀어내고 레이철, 린지, U.V.와 연락선을 타고 크레이들베이를 떠난다.
시끄러운 음악을 듣고 욕설을 주고받으며 정신 사납게 놀고 있는 한 고등학교 교실에 새 교생이 도착한다. 그 정체는 다름 아닌 개빈이며, 눈동자에 여전히 블루 리본스 특유의 붉은 반점이 보인다.

## 출연진
- 제임스 마즈든 - 스티브 클라크 역
- 케이티 홈스 - 레이철 "레이" 와그너 역
- 닉 스톨 - 개빈 스트릭 역
- 브루스 그린우드 - 에드거 콜디컷 박사 역
- 윌리엄 새들러 - 도리언 뉴베리 역
- 스티브 레일즈백 - 콕스 경관 역
- 채드 도넬라 - U.V. 역
- 터바이어스 메일러 - 앤디 에프킨 역
- 타이 러니언 - 디키 앳킨슨 역
- 캐서린 이저벨 - 린지 클라크 역
- 이선 엠브리 - 앨런 클라크 역
- 테리 데이비드 멀리건 - 네이선 클라크 역
- 수전 호건 - 신시아 클라크 역
- 피터 러크로이 - 댄 스트릭 역
- 린다 보이드 - 루실 스트릭 역
- 제이 브러조 - 웨더스 교장 역
- A. J. 버클리 - 찰스 "처그" 로먼 역
- 크리스털 캐스 - 로나 롱리 역
- 데릭 해밀턴 - 트렌트 훼일런 역
- 데이비드 팻코 - 톰 콕스 역
- 대니엘라 이밴절리스타 - 대니엘라 역
- 줄리 패츠월드 - 베티 콜디컷 역
- 브렌던 페어
- 세라제인 레드먼드
- 칼리 포프

## 기타 제작진
- 공동 제작: 엘리자베스 셀디스, 스콧 로젠버그
- 배역: 리사 비치
- 미술: 넬슨 코츠
- 의상: 트리시 키팅
- 음악 감독: 샤론 보일, 존 훌리핸